# 김준보
김준보(金俊輔, 1915년 7월 21일~2007년 12월 12일)는 일제강점기의 관료이며 대한민국의 농업경제학자이다.

## 생애
전라남도 영암군 출신으로 일본의 규슈 제국대학 농학부를 1941년에 졸업했다. 학교 졸업 후 조선총독부 관리가 되어 일제 강점기 말기에 총독부 광공국 사무관과 경기도 연천군 군수를 지냈다.
태평양 전쟁 종전 후에 관직에서 물러나 서울대학교 농과대학 교수가 되면서 학계로 이동했다. 1962년 전남대학교 총장을 거쳐 1965년에는 고려대학교 교수가 되었고, 1965년에 대한민국학술원 회원으로도 선출되었다. 1980년에 고려대학교 정경대학에서 정년퇴임한 뒤에는 한신대학교 명예교수를 지냈다.
한국농업경제학회, 한국통계학회, 한국경제학회 등 여러 학술 단체에서 회장을 역임하여 대한민국 경제학계에 영향을 끼쳤다. 특히 한국농업경제학회와 한국통계학회에서는 보관됨 2021-12-05 - 웨이백 머신 초대 회장을 맡았다. 서울특별시문화상, 대한민국학술원상, 다산경제학상 등을 수상했다.
주요 저서로 《토지정책론요강》(1948), 《이론경제학》(1961), 《농업경제학서설》(1966), 《경제통계론》(1969), 《한국자본주의사연구》전3권 (1970, 1974, 1977), 《한국경제와 임금구조》(1979), 《경제학기초논고》(1986) 등이 있다.
2008년 공개된 민족문제연구소의 친일인명사전 수록예정자 명단 중 관료 부문에 선정되었다.

## 참고 자료
- 김준보 - 대한민국학술원